# Clase Pelorus
Los cruceros clase Pelorus fueron un cruceros protegidos de "tercera clase" diseñado por Sir William White (Director británico de Construcción Naval 1885 - 1902) para la Marina Real británica, basado en los anteriores cruceros clase Pearl. Se encargaron once barcos con este diseño en 1893 en el marco del Programa Spencer, y se construyeron entre 1896 y 1900. El primero, el HMS Pelorus , fue encargado en 1896.

## Diseño

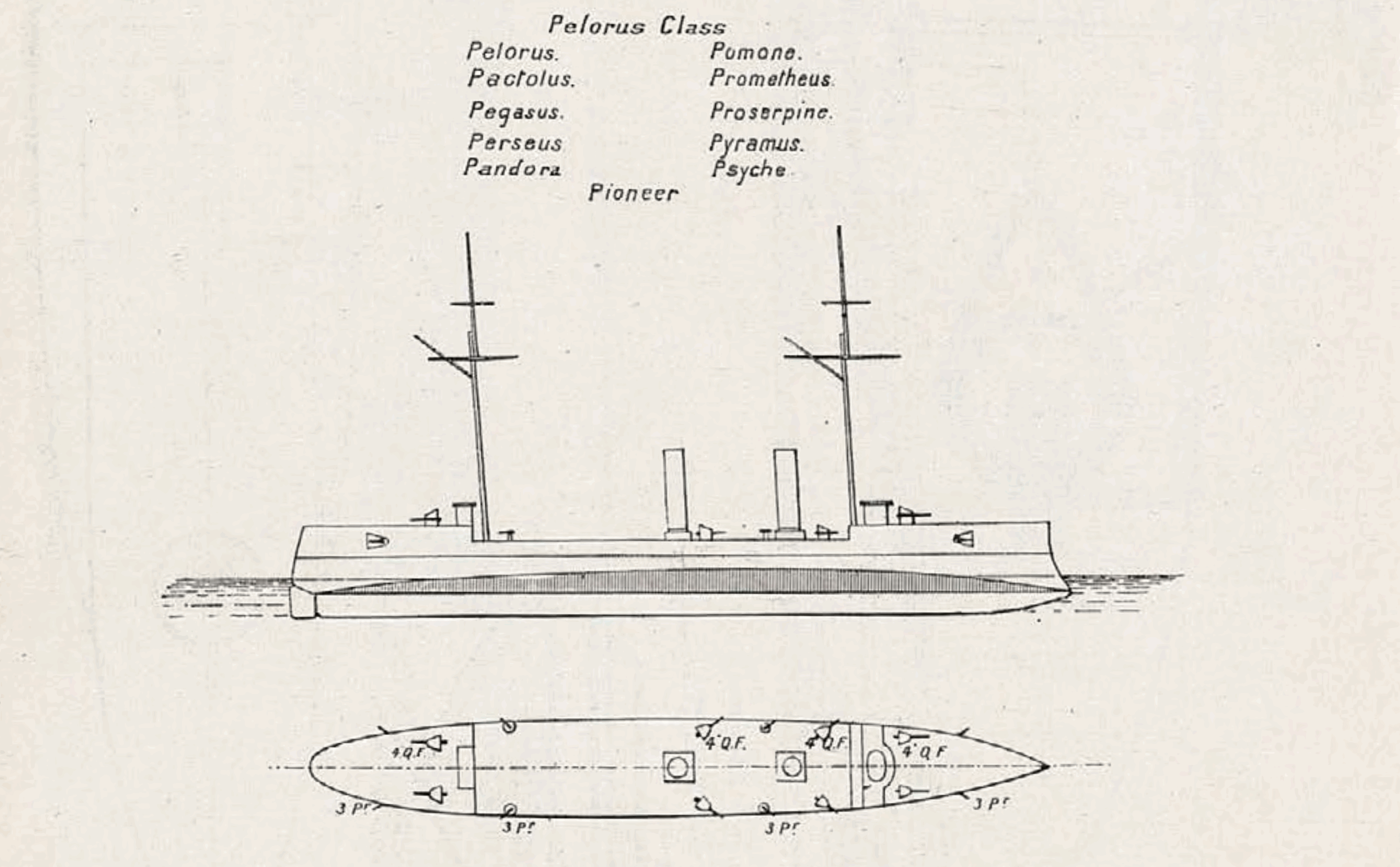
Estos dibujos de los cruceros británicos de la clase Pelorus se exhibieron en la lámina 12 del Anual Naval de Brassey de 1898.

Los barcos de la clase Pelorus desplazaban 2.135  toneladas y tenían una velocidad máxima de 20 nudos (37 km/h; 23 mph). La mayoría sirvió en roles menores en patrullas coloniales o en el extranjero, no en las principales flotas de batalla. Llevaban una dotación de 224 y estaban armados con ocho cañones QF de 4 pulgadas (25 libras) , ocho cañones de 3 libras , tres ametralladoras y dos tubos lanzatorpedos de 18 pulgadas (450 mm) .
Tenían máquinas de vapor alternativas de triple expansión y estaban equipadas con diferentes tipos de calderas que se probaron en estos cruceros. Algunos tenían calderas acuotubulares normandos que podían producir 7.000 caballos de fuerza (5.200 kW) durante períodos de tiempo limitados con tiro forzado y 5.000 caballos de fuerza (3.700 kW) con tiro natural.

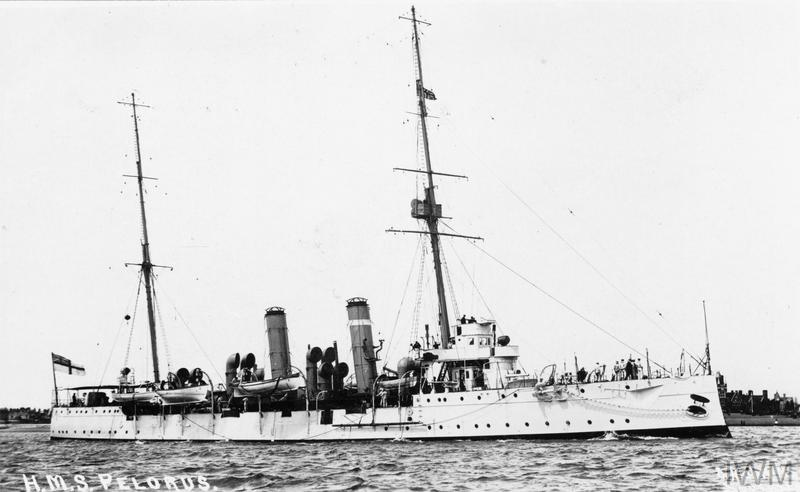
HMS Pelorus, década de 1910.

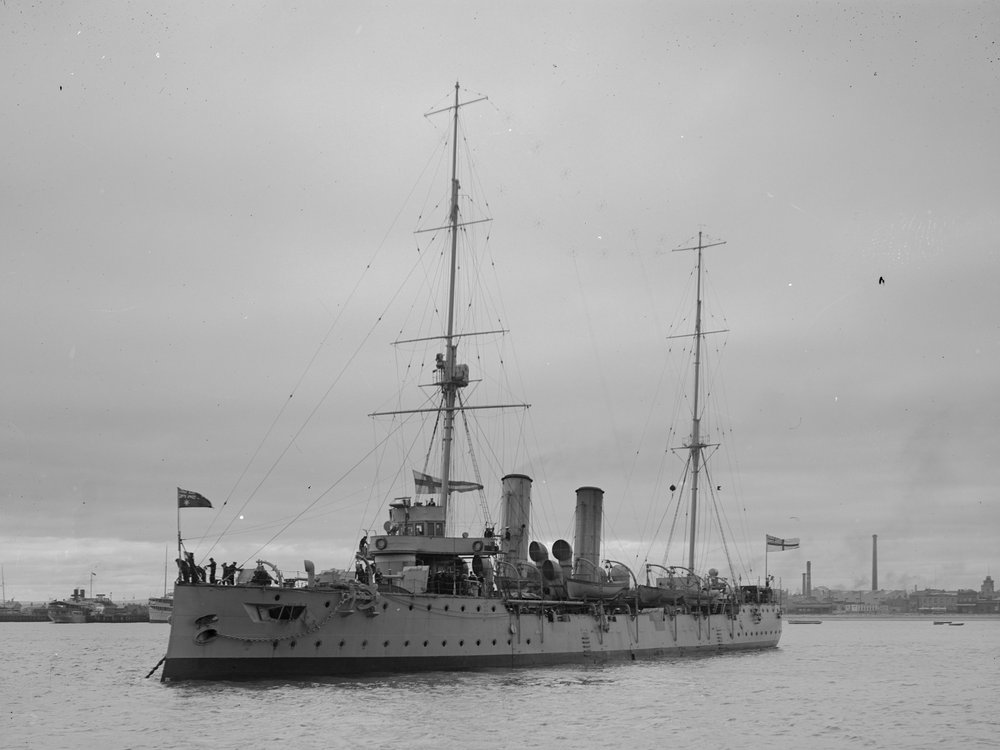
HMAS Pioneer entre 1910 y 1920.

## Historial de servicio
En una época de rápida innovación naval, la clase estaba casi obsoleta antes de su entrada en servicio. Se les equipó con una variedad de calderas diferentes a modo de prueba, pero la mayoría no fueron particularmente satisfactorias; así que el HMS Pandora fue desguazado en 1913, el HMS Perseus y el HMS Prometheus en 1914. Todos habían sido condenados en 1904, pero habían sido indultados. El resto debía ser desguazado en 1915, pero se mantuvo en servicio durante la Primera Guerra Mundial. El HMS Pegasus fue hundido en combate en 1914, el resto, excepto el HMS Pioneer, fueron desguazados entre 1919 y 1922. El HMS Pactolus y el HMS Pomone tenían calderas Blechynden que eran particularmente poco fiables; fueron retirados del servicio activo varios años antes que el resto de la clase.
El contraalmirante Cresswell , el primer miembro naval de la Junta Naval Australiana, describió a Psyche y Pyramus en 1914 como "la clase P. indescriptiblemente inútil".

## Unidades
| Nombre     | Botado                  | Destino |
| ---------- | ----------------------- | --- |
| Pactolus   | 21 de diciembre de 1896 | Vendido como chatarra el 25 de octubre de 1921.                                                                                 |
| Pandora    | 17 de enero de 1900     | Vendido como chatarra en julio de 1913.                                                                                         |
| Pegasus    | 4 de marzo de 1897      | Hundido el 20 de septiembre de 1914 por el SMS Königsberg                                                                       |
| Pelorus    | 15 de diciembre de 1896 | Vendido como chatarra el 6 de mayo de 1920.                                                                                     |
| Perseus    | 15 de julio de 1897     | Vendido como chatarra el 26 de mayo de 1914.                                                                                    |
| Pioneer    | 28 de junio de 1899     | Transferido a Australia el 1 de marzo de 1913, aunque no vendido hasta el 1 de julio de 1915. Hundido el 19 de febrero de 1931. |
| Pomone     | 25 de noviembre de 1897 | Vendido como chatarra en junio de 1922.                                                                                         |
| Prometheus | 20 de octubre de 1898   | Vendido como chatarra el 28 de mayo de 1914.                                                                                    |
| Proserpine | 5 de diciembre de 1896  | Vendido como chatarra el 30 de noviembre de 1919.                                                                               |
| Psyche     | 19 de julio de 1898     | Vendido a Australia el 1 de julio de 1915. Vendido como chatarra en junio de 1922.                                              |
| Pyramus    | 15 de mayo de 1897      | Vendido como chatarra el 21 de abril de 1920.                                                                                   |